# Zastava P25
Zastava P25 có biệt danh là Dark Lady là loại súng ngắn bán tự động với cơ chế nạp đạn blowback sử dụng loại đạn 6,35x16mmSR (.25 ACP) chế tạo bởi Zastava Arms, Serbia. Loại súng này dùng cách khóa an toàn là đầy búa điểm hỏa trở về vị trí đầu nó sẽ khóa cố định cả cò súng và búa. Khung của loại súng này làm bằng hợp kim nhôm và nòng súng làm bằng thép hợp kim, trong khi tay cầm cò súng làm bằng gỗ cây óc chó hay nhựa tổng hợp.